# Моргунов, Борис Григорьевич
Бори́с Григо́рьевич Моргуно́в (4 августа 1920, Москва — 31 января 1997, там же) — советский, российский артист эстрады, мастер художественного слова. Народный артист РСФСР (1991).

## Биография
В 1941 году окончил актёрский факультет ГИТИСа (мастерская И. М. Раевского). В годы Великой Отечественной войны в составе Первого Комсомольского фронтового театра Комитета по делам искусств прошёл с войсками РККА от Волги до Берлина, награждён орденом Красной звезды и медалями. 2 мая 1945 г. читал стихи К. Симонова у стен рейхстага.
После войны работал преподавателем художественного слова в студиях Москвы; в 1948 г. — чтец и режиссёр в Литературном театре Союза писателей СССР. В 1949 г. окончил аспирантуру сценической речи при Малом театре. В 1949—1953 гг. преподавал сценическую речь в Школе-студии МХАТ им. В. И. Немировича-Данченко.
C 1950 г. — артист Московской государственной филармонии, мастер художественного слова. Вёл группу «художественного слова» в Московском городском Доме пионеров. В последние годы жизни преподавал курс «Искусство звучащей речи» на факультете журналистики МГУ.
Член Союза театральных деятелей России.
Похоронен на Ваганьковском кладбище (участок 58).

### Семья
- Первая жена — Наталия Александровна Моргунова (урождённая Липскерова, 1921—1972), театровед[4].
  - Сын — Андрей Борисович Моргунов (род. 1949), театральный режиссёр-педагог, профессор, Заслуженный артист Российской Федерации.
- Вторая жена (с 1973 года) — Ирина Александровна Романова[5], артистка Москонцерта, заслуженная артистка РФ[6].

## Творчество
Работал в содружестве с режиссёрами В. Морицем и В. Аксёновым, Н. Моргуновой (женой), В. Монюковым, Я. Смоленским, Ю. Катиным-Ярцевым. Исполнитель более 30 литературных программ, среди них:
- по «Донбассу» Б. Горбатова (1953)
- по повестям Г. Троепольского
- «Первая любовь» И. Тургенева
- по рассказам китайских писателей
- по «Западне» Т. Драйзера
- поэтическая композиция «В. Маяковский о поэзии»
- по роману «Искатели» Д. Гранина
- стихотворения Е. Евтушенко (1955, 1963, 1968)
- «Леонид Мартынов. Стихи» (1968)
- вечер рассказов Ю. Казакова
- «Алые паруса» А. Грина
- «Милый друг» и новеллы Мопассана
- «Поэты о любви» (от А. Пушкина до Е. Евтушенко)
- «Раскройте вы книгу мою» по стихам М. Луконина.

Первый исполнитель монологов Ивана Грозного в литературно-музыкальной композиции на музыку С. Прокофьева «Иван Грозный» (сценарий С. Эйзенштейна, дирижёр А. Стасевич; 1963, Концертный зал имени П. И. Чайковского).
С 1973 г. выступал в дуэте с женой И. А. Романовой. Режиссировал её программы: «Мне можно гордиться именем россиянки» (1988), «Правда о жизни и смерти М. Цветаевой» (1989), «Ваш выход, Галина Павловна!»
(1992, по книге Г. Вишневской).
В концертах 1980—1990-х годов участвовал пианист Давид Лернер.

### Избранные труды
- Моргунов Б. Г. Проблемы звучащей речи : (Основные принципы воспитания речевого мастерства чтеца и актера). — М.: Сов. Россия, 1980. — 127 с. — (Библиотечка «В помощь художественной самодеятельности» ; № 19). — 66 330 экз.
- В. Э. Мориц и его метод // Искусство звучащего слова. — М., 1970. — Вып. 7. — С. 7-25.
- Законы звучащего слова. — М., 1984.

## Награды
- Орден Красной Звезды
- Народный артист РСФСР (1991)
- Заслуженный артист РСФСР (1974)
- медали.